# Cymbalaria pallida
Cymbalaria pallida là một loài thực vật có hoa trong họ Mã đề. Loài này được (Ten.) Wettst. mô tả khoa học đầu tiên năm 1891.

## Hình ảnh

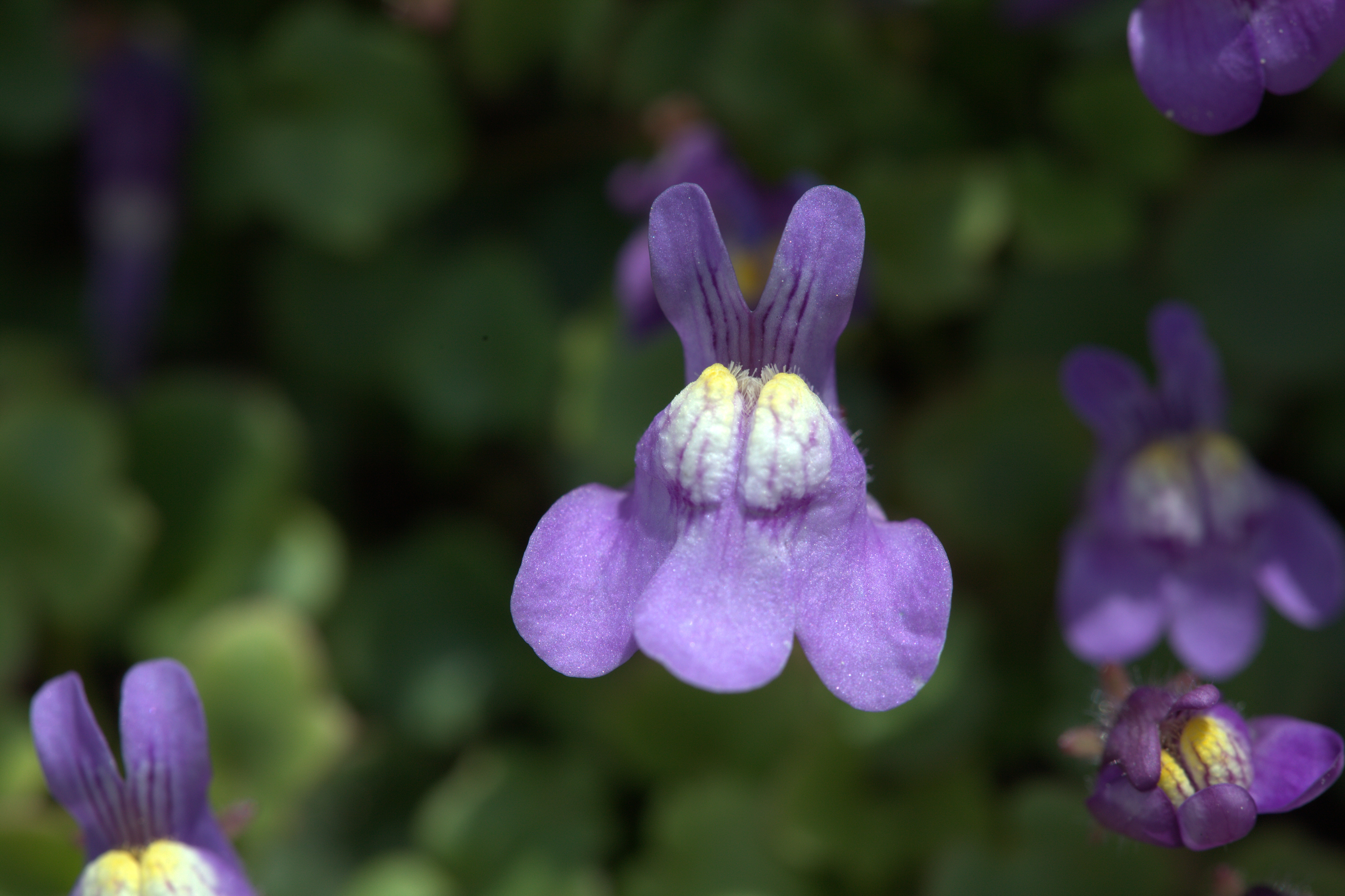
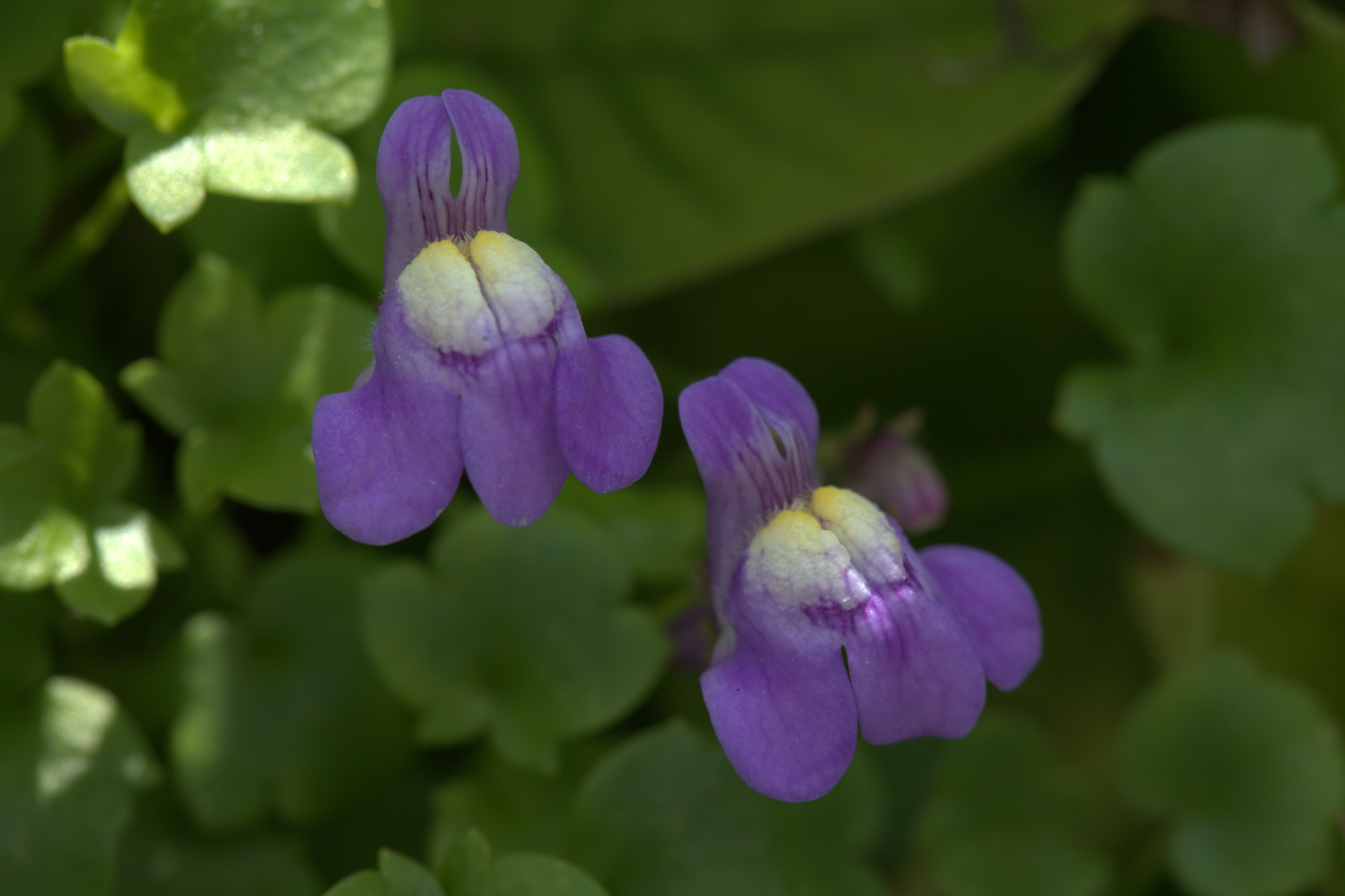
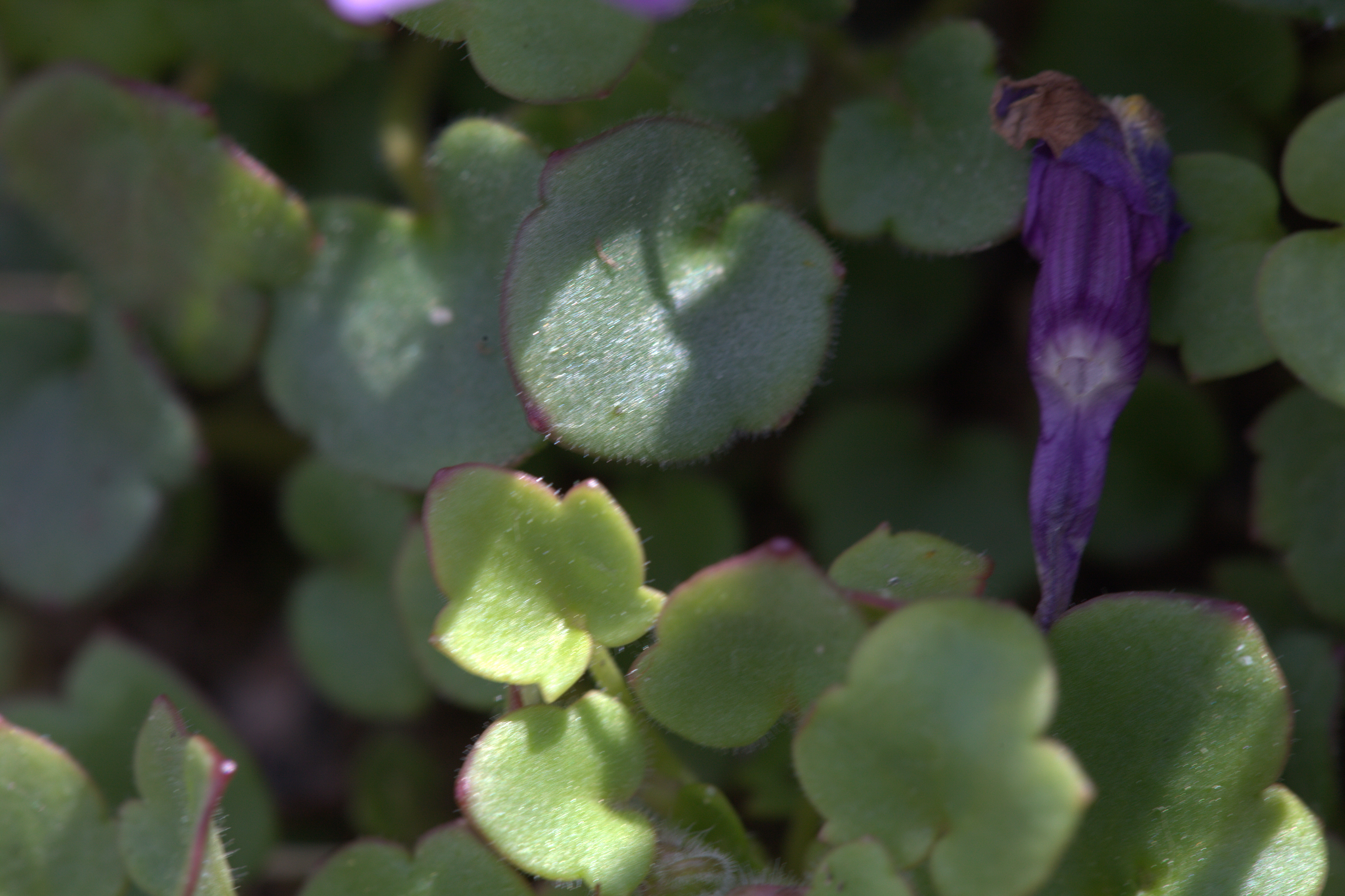
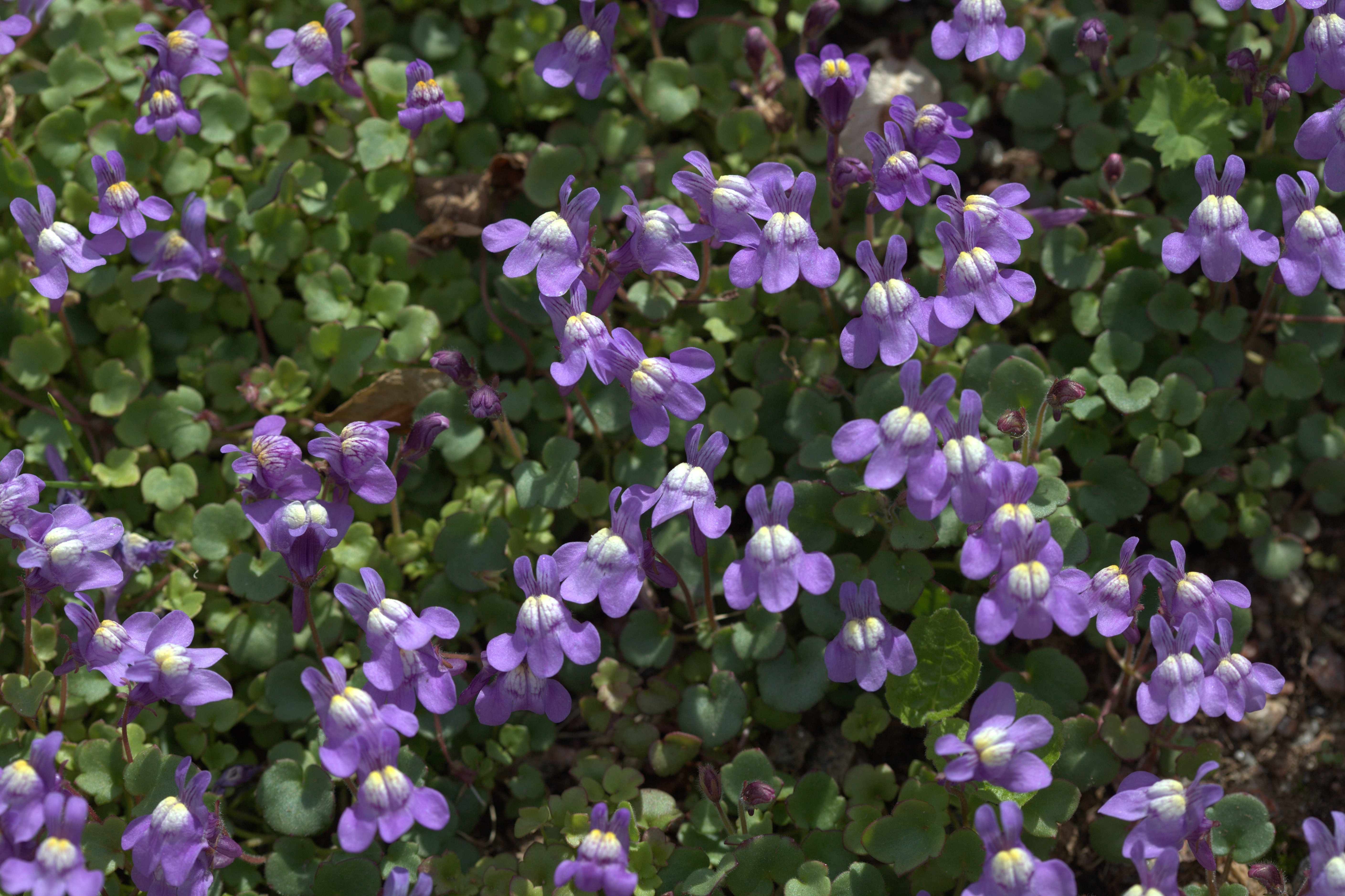